# Pélion (Illyrie)
Pour les articles homonymes, voir Pelion.
Pélion, également Pellion ou Pelium (grec ancien : Πήλιον, Πέλλιον ou Πήλεον, latin : Pelion, Pelium ou Pellium) était une ancienne colonie fortifiée traditionnellement située en Illyrie, près du col de Tsangon (en), à la frontière avec la Macédoine,,,,,,. Pélion est généralement situé dans l'est du Dassaretis, très proche de la frontière historique avec la Macédoine, mais son emplacement précis est incertain et diverses théories ont été proposées sur le site de la colonie.
Fondé soit par le roi illyrien Bardylis, soit par le roi macédonien Philippe II, le site fortifié de Pélion a été contrôlé à différentes époques par le royaume illyrien, le royaume macédonien et Rome. Sous la domination romaine, Pélion était placé dans l'unité administrative autonome de Dassaretis, en Nouvelle Épire et dans la préfecture d'Illyrie.

## Nom

### Attestation
La première référence à la colonie est fournie par Arrien (Anabasis), la mentionnant comme Πέλλιον en décrivant la guerre illyrienne d'Alexandre le Grand en 335 av. J.-C. contre Cleitus, fils de Bardylis et Glaukias, roi des Taulantii. La colonie est mentionnée par Polybe (Histoires) comme Πήλιον et Tite-Live (Ab Urbe Condita Libri) dans le rôle de Pelion dans leurs récits des guerres illyriennes et des guerres macédoniennes, la décrivant comme une ville dassarétienne. Stéphane de Byzance (Ethnica) le mentionne comme Πήλιον, la décrivant comme une ville d'Illyrie. Au VIe siècle apr. J.-C., un fort du même nom (Πήλεον) est répertorié par Procope (Aed. 4.4.3) parmi les sites refortifiés sous le règne de l'empereur romain d'Orient Justinien, dans la province de Nouvelle Épire, toujours dans les limites traditionnelles de l'Illyrie,.

### Étymologie
Le toponyme Pélion (Πήλιον) est grec.

## Histoire

### Fondation et première période
Pélium a probablement été construit soit comme un site fortifié fortifié par le roi illyrien Bardylis, sans être une ancienne colonie du roi macédonien Philippe II, ou bien il a été construit par le roi macédonien, peut-être par expansion et fortification d'une colonie déjà existante des Dassaretii, devenant ainsi un bastion macédonien dans le territoire conquis ; dans ce dernier cas, cela aurait rempli son objectif puisque lors de la bataille de Pélium, les Illyriens furent retardés de telle sorte que la bataille eut lieu à proximité de Pélion et non à l'intérieur de la Macédoine proprement dite.
Après avoir vaincu Bardylis en 358 av. J.-C., Philippe II avait étendu son contrôle dans la région autour des lacs Prespa et Ochrid. Néanmoins, au moment de la bataille entre Alexandre et la coalition de Cleitus et Glaukias, Pélion se trouvait sur le territoire illyrien détenu par les Dassaretii, tandis que le Petit lac Prespa, qui faisait également autrefois partie du territoire des Dassaretii, avait été annexé par Philippe après avoir vaincu Bardylis en 358 av. J.-C. et était devenu une partie de la Macédoine. Cleitus l'Illyrien — un roi sujet de Macédoine depuis au moins la répression par Philippe d'une révolte illyrienne en 349 av. J.-C. — agissait à cette époque de manière indépendante et prit le contrôle du Pélion probablement peu de temps avant l'intervention d'Alexandre en 335 av. J.-C., car c'était la forteresse la plus importante dans la région,. Un col de montagne important, Tsangon, était situé près du Pélion et contrôlait l'une des deux seules routes principales ouest-est entre l'Illyrie et la Macédoine. L’autre était l’itinéraire devenu Via Egnatia à l’époque romaine, situé plus au nord. Alexandre entreprit sa campagne dans le col de Tsangon (en) pour prendre Pélion en assurant le contrôle de sa frontière occidentale, afin de protéger la Macédoine de l'invasion illyrienne avant de partir pour sa campagne orientale. La route du nord était déjà contrôlée par la Macédoine après la fondation d'Héraklée par Philippe II. Pour décrire la colonie, Arrien utilise le mot πόλις pour Pélion, tandis que Tite-Live utilise le mot urbs, mais rien ne peut être déduit de leurs récits, sauf qu'il s'agissait d'une colonie d'une certaine taille avec des fortifications qui pourraient faire réfléchir un roi macédonien.

### Conflit illyrien-macédonien (335 avant J.-C.)
Au cours de sa campagne dans les Balkans en 335 av. J.-C., Alexandre le Grand reçoit la nouvelle que les Illyriens se préparaient à attaquer la Macédoine occidentale. Une révolte est entreprise à Pélion par le chef illyrien Cleitus, aidé par Glaukias, roi des Taulantii. La ville est déjà prise par Cleitus à l'arrivée d'Alexandre, mais l'arrivée des Macédoniens empêche Glaukias et Cleitus d'unir leurs forces. Les Macédoniens assiégèrent brièvement Cleitus, mais le lendemain, Glaukias et ses forces arrivèrent en prenant le contrôle des hauteurs qui entouraient la plaine de Pélion. Les forces illyriennes ont ainsi piégé l'armée d'Alexandre entre la ville fortifiée et les hauteurs qui l'entourent. Après une tentative infructueuse d'évasion et après avoir perdu des hommes et sa position stratégique, Alexandre est obligé de rebrousser chemin plus près de la frontière macédonienne ; combinant marche forcée et manœuvre audacieuse, Alexandre effectue une retraite tactique et traverse le fleuve. Après trois jours, Alexandre remarque le relâchement de la garde illyrienne et le campement imprudent en pleine terre, alors il profite de la situation et revient tranquillement en traversant la rivière et, par la suite, annihilant les forces illyriennes prises par surprise. Le reste des Illyriens s'enfuit vers le royaume de Glaukias, mais ils brûlent Pélion avant de quitter le champ de bataille. Par la suite, Alexandre marcha vers le sud pour faire face à une nouvelle menace, le soulèvement thébain,.

### Période romaine
Au début du IIe siècle, la République romaine en expansion prend le contrôle de la région lors de la Deuxième Guerre macédonienne. Comme Alexandre le Grand, le consul romain Sulpicius prend Pélion afin de sécuriser le col de Tsangon et la route sud est-ouest entre la Macédoine et l'Illyrie, alors que la route du nord était déjà sous domination romaine depuis la campagne de Sulpicious en 199 av. J.-C. grâce au contrôle allié des Parthini (en) sur la vallée du Genusus. Par conséquent, seul le col de Metsovo restait aux mains des Macédoniens pour leurs déplacements vers l'ouest ; d'un autre côté, les ennemis des Macédoniens — Ardiaei et  Dardani (en) — ont empêché leur tentative de route plus au nord. À Pélion, Sulpicius installa une forte garnison comme base pour lancer des attaques en Macédoine, mais très probablement principalement à des fins défensives contre la Macédoine. Au cours de cette campagne, Sulpicious harcela les communautés dassarétiennes, pillant également leurs greniers et moissonnant leurs futures récoltes. Ainsi, lors de son retour aux quartiers d'hiver d'Apollonia à la fin de sa campagne de 199 av. J.-C., il aurait probablement évité de passer par la vallée hostile du Devoll, mais il aurait plutôt emprunté le même chemin pour revenir à travers la vallée du Genusus, le même qu'il avait emprunté au début de la campagne. Après un traité de paix entre Rome et la Macédoine, en 191 av. J.-C., le consul romain Marcus Baebius Tamphilus rencontra Philippe V de Macédoine dans le pays des Dassaretii pour planifier comment arrêter l'invasion du roi sélucide Antiochus III le Grand et afin d'envahir la Thessalie, Philippe V a escorté deux contingents romains distincts à travers la Macédoine. Le contrôle romain de Pélium devrait indiquer que le pays des Dassaretii était la zone la plus à l'est du contrôle romain.

## Emplacements possibles
Les sources classiques ne fournissent pas suffisamment de données pour déterminer l'emplacement précis de l'ancien site de Pélion et divers emplacements ont été proposés dans les études modernes.
Dans des recherches plus anciennes Gustav Zippel, a localisé Pélion sur la rivière Devoll. WW Tarn l'a situé dans les limites traditionnelles de la Macédoine. Fanoula Papazoglou a localisé la colonie plus profondément dans Dassaretis, près de l'actuelle Korçë, au sud du lac Maliq. JN Kalleris et Tom Winnifrith ont accepté une solution similaire. Winnifrith, en particulier, a suggéré un site près d'Ohrid et de Prespa, plus près du col de Tsangon (en) à Zvezve (au nord-ouest de Goricë dans l'ancienne municipalité de Pojan (en)) en Albanie, où un site fortifié illyrien a été découvert,,,. Divers archéologues et historiens albanais, notamment Neritan Ceka, ont proposé l'actuelle Selcë e Poshtme, où se trouvent les tombeaux royaux monumentaux du IIIe siècle av. J.-C.,. Les conclusions de Nicholas Geoffroy Hammond et C.E. Bosworth sont hautement hypothétiques et s'excluent mutuellement. Hamond a proposé un site près de Goricë, à l'ouest du petit lac Prespa, sur le côté oriental de la plaine de Poloskë-Bilisht en Albanie ; tandis que Bosworth proposait un emplacement dans la région d'Eordaea ou Lyncus,,. Déjà critique à l'égard des suggestions de Tarn et Papazoglu, Hammond a extrêmement critiqué la proposition de Bosworth. La proposition de Bosworth a été acceptée par quelques chercheurs, tandis que la solution de Hammond a eu un impact bien plus large.
Selon de nouvelles recherches menées par Vujčić (2021), Pélion doit être situé quelque part à l'ouest ou au sud du lac Prespa. Un placement à Lynchestis ou Orestis contredit directement les sources historiques. La reconstruction des événements par Bosworth est difficile à accepter. De plus, un placement à l'ouest ou au nord du col de Tsangon n'est pas très en accord avec les récits de Tite-Live, excluant donc les solutions de Papazoglou et Ceka. En particulier, le site de Selcë e Poshtme est trop éloigné de la frontière macédonienne. Vujčić conclut que Zippel et Hammond ont correctement identifié la zone plus large de l'ancien Pélion dans le pays immédiatement au sud du Grand lac Prespa et à l'ouest du Petit lac Prespa, quelque part dans l'est de Dassaretis en Illyrie, très proche de la frontière historique avec la Macédoine. En revanche, la localisation précise de Pélion est plus difficile à établir, et, bien que l'interprétation de Hammond qui le place à Goricë soit largement acceptée, elle reste incertaine.

## Voir également
- Liste des villes antiques d'Illyrie (en)
- Liste des villes de l'Épire antique (en)